# Urs gulerat
Ursul gulerat (Ursus thibetanus, sinonim Selenarctos thibetanus), numit și ursul gulerat tibetan, ursul asiatic gulerat, ursul negru asiatic sau ursul negru din Tibet, este un urs de mărime medie, foarte asemănător cu ursul american. Durata de viață este de 25 ani.

## Descrierea speciei

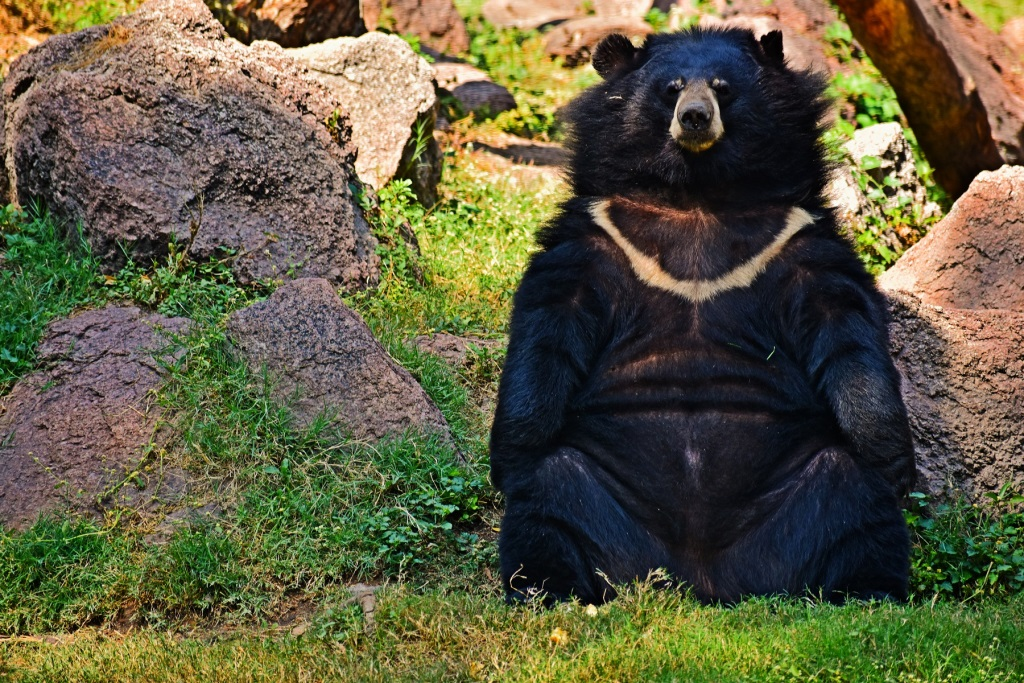
The Himalayan black bear

Ursul gulerat este un mamifer mediu, având o lungime de 2 m, înălțime de 1 m-1,2 m și o greutate de 90–200 kg, în dependență de sex și subspecie. Blana sa are o culoare neagră, mai rar brună. Are niște urechi foarte mari în comparație cu capul și pe piept are un segment de blană albă în forma literei U, care seamănă cu un guleraș, de unde și denumirea de "urs gulerat", preluată din franceză (ours à collier).

## Dieta
Urșii gulerați sunt omnivori. Dieta lor constă în fructe, miere, insecte și nevertebrate mici, precum și mici vertebrate.

## Arealul
Urșii gulerați sunt răspândiți în Asia de Sud-Est și de Est. Ei sunt întâlniți în Afganistan, Pakistan, Nepal, India de nord, Butan, Burma, China de Vest (regiunea Tibet), China de Nord-Vest, iar o subspecie viețuiește în sudul Rusiei.